# Warglewo
Warglewo – osada leśna w Polsce położona w województwie warmińsko-mazurskim, w powiecie olsztyńskim, w gminie Olsztynek. Miejscowość wchodzi w skład sołectwa Warlity Małe. W latach 1975–1998 miejscowość należała administracyjnie do województwa olsztyńskiego.
Leśniczówka, położona ok. 8 km od Olsztyna na trasie Olsztynek-Ostróda, niedaleko Jeziora Czarnego.
W 1997 roku mieszkało tu 8 osób. W 2005 r. - 11 osób, a w 2011 r. - 12 osób.